# Leiphaimos mexicana
Leiphaimos mexicana là một loài thực vật có hoa trong họ Long đởm. Loài này được Miq. mô tả khoa học đầu tiên.